# Rosario (La Union)
Rosario è una municipalità di seconda classe delle Filippine, situata nella Provincia di La Union, nella Regione di Ilocos.
Rosario è formata da 33 baranggay:
- Alipang
- Ambangonan
- Amlang
- Bacani
- Bangar
- Bani
- Benteng-Sapilang
- Cadumanian
- Camp One
- Carunuan East
- Carunuan West
- Casilagan
- Cataguingtingan
- Concepcion
- Damortis
- Gumot-Nagcolaran
- Inabaan Norte

- Inabaan Sur
- Marcos
- Nagtagaan
- Nangcamotian
- Parasapas
- Poblacion East
- Poblacion West
- Puzon
- Rabon
- San Jose
- Subusub
- Tabtabungao
- Tanglag
- Tay-ac
- Udiao
- Vila